# Jana Aranya
Jana Aranya (bengalisch জন-অরণ্য jana araṇya) ist ein indischer Spielfilm von Satyajit Ray aus dem Jahr 1976.

## Handlung
Der Film spielt in Kolkata. Somnath lebt mit seinem Vater, seinem Bruder und seiner Schwägerin zusammen. Beim Universitätsexamen ist er der einzige, der seine Arbeit ehrlich schreibt. Somnath, der zu den Besten gehört, besteht die Prüfung zwar, doch nicht wie von allen erwartet „mit honours“. Verantwortlich hierfür ist der Korrektor der Arbeit, der mit seiner alten Brille Somnaths mikroskopisch kleine Schrift nicht ordentlich lesen konnte. Somnaths Freundin heiratet auf Druck ihrer Familie einen anderen Mann, da Somnath ohne Arbeit nicht in der Position hierzu ist.
Seine Jobsuche gemeinsam mit seinem Freund Sukumar gestaltet sich schwierig und ist trotz zahlloser Bewerbungen erfolglos. Während Sukumar die Suche nach einem geeigneten Job nach einer Weile aufgibt und Zeitungen verkauft, muss Somnath sich regelmäßig bei der Arbeitslosenbehörde registrieren lassen. Nach einem Vorstellungsgespräch, bei dem er gefragt wurde, wie viel der Mond wiege und er auf seinen Einwand hin, was das mit dem Job zu tun habe, nur die Antwort bekam, dass er (der Interviewer) die Fragen stelle, ist Somnath kurz vor dem Aufgeben. Zufällig läuft er einem Bekannten der Familie, dem Geschäftsmann Bishu, in die Arme, der ihm sogleich anbietet, als Mittelsmann Geschäfte zu machen und damit seine Beschäftigungslosigkeit zu beenden. In leicht ironischer Weise legt er Somnath dar, dass er dafür nur seinen Brahmanen-Dünkel überwinden müsse. Somnaths Vater betrachtet diese Tätigkeit zwar als entwürdigend und dem Ruf der Familie abträglich, kann seinen verzweifelten Sohn aber nicht zum Verbleiben in der Arbeitslosigkeit zwingen. Auf einen eilig hervorgebrachten vorteilhaften Heiratsvorschlag will Somnath nicht eingehen.
Am nächsten Tag mietet Somnath von Bishu einen Schreibtisch in einem Büro und wird in die ersten Tricks des Geschäfts mit Angebot und Nachfrage eingeführt. Er lässt sich wie empfohlen unter drei verschiedenen Firmennamen registrieren. Sein erstes lukratives Geschäft, die Vermittlung von Briefpapier und Briefumschlägen an eine Firma, verliert er, da er als naiver Neuling dem Papierhändler seinen Absatzkunden verraten hat. Schon nach kurzer Zeit verdient Somnath aber gut in seiner Position als Zwischenhändler, sein Freund Sukumar hingegen jobbt inzwischen als Taxifahrer.
Somnath lernt im Büro flüchtig den etwas verschlossenen PR-Berater Mr. Mitter kennen. Von Mr. Shaha, dem Besitzer des Nachbarbüros und Grundstücksentwickler, bekommt Somnath eine großzügige Vergütung nur für den Nachweis einer alten verlassenen, aus der britischen Kolonialzeit stammenden Villa, die Shaha abreißen lassen kann, um gewinnbringend neu zu bauen.
Als sich bei einem größeren Geschäft mit Bleichmitteln für die Textilmühle von Mr. Goenka sein Geschäftspartner mit dem Geschäftsabschluss Zeit lässt, kontaktiert Somnath Mr. Mitter. Er lernt von ihm, dass die persönlichen Schwächen und Privates seiner Klienten zu wissen sein geschäftlicher Vorteil sind. Mitter rät ihm zum Mittel der Bestechung und findet als schwachen Punkt von Goenka dessen Hang zu Frauen heraus. Somnath hat zwar Skrupel, jemandem wie ein Zuhälter eine Frau zu verschaffen, doch „die Umstände zwingen ihn dazu“.
Mitter und Somnath suchen eine Prostituierte für den zögerlichen Klienten, doch bei der ersten Frau kommt der betrunkene Mann unerwartet nach Hause. Ihr zweiter Versuch ist eine Witwe, deren beiden Töchter der Prostitution nachgehen, eine ist jedoch im Ausland, die andere mit einem Kunden beschäftigt. In einem einfachen Bordell bekommen sie schließlich Juthika angeboten. Diese stellt sich als die Schwester Kauna seines Freundes Sukumar heraus, die heimlich als Prostituierte ihr Einkommen hat. Beschämt bietet Somnath ihr an, sie zu bezahlen, ohne dass sie Kundenbetreuung übernehmen muss und auf sein Geschäft zu verzichten. Sie lehnt ab, da sie professionell sei.
Somnaths Geschäft kam schließlich zustande; unglücklich betritt er sein Elternhaus durch die Hintertür.

## Hintergrund
Jana Aranya ist nach Pratidwandi (1970) und Seemabaddha (1971) der dritte Film Rays, der die trüben Aussichten der gebildeten Jugend Kolkatas auf dem Arbeitsmarkt zum Thema hat. Er basiert auf der gleichnamigen Erzählung von Mani Shankar Mukherjee.
Ray hielt diesen Film für seinen einzigen düsteren Film. In einem Interview der Zeitschrift Cineaste sagte er: Der Film handelt von der Korrumpierung eines jungen Mannes; vom idealistischen Individuum zum korrupten Geschäftsmann, der am Ende gar für einen Geschäftsvorteil die Schwester seines besten Freundes einem Klienten anbietet.

## Auszeichnungen
Satyajit Ray gewann mit diesem Film 1976 einen National Film Award für die Beste Regie.